# Velji Lug
Velji Lug je naseljeno mjesto u općini Višegradu, Republika Srpska, BiH.

## Povijest
Tijekom agresije na Bosnu i Hercegovini, srpske paravojne formacije su napale i palile bošnjačke kuće u selu. 25. srpnja 1992. godine, Boban Šimšić je zajedno u grupi od oko deset pripadnika srpske vojske i policije, učestvovao u napadu na naselje Velji Lug.  U okviru ovog napada ubijeno je sedam osoba, dok su kuće i privredni objekti Bošnjaka zapaljeni.  Ovom prilikom je više desetina civila Bošnjaka odvedeno i protivzakonito zatvoreno u prostorije osnovne škole Hasan Veletovac u Višegradu.

## Stanovništvo
Nacionalni sastav stanovništva 1991. godine, bio je sljedeći:
| Narod     | Broj stanovnika |
| --------- | --------------- |
| Srbi      | 164             |
| Muslimani | 142             |
| Ostali    | 4               |
|           |                 |
| Ukupno    | 310             |